# Variable (Mathematik)
Eine Variable ist ein Name für eine Leerstelle in einem logischen oder mathematischen Ausdruck. Der Begriff leitet sich vom lateinischen Adjektiv variabilis (‚veränderlich‘) ab. Gleichwertig werden auch die Begriffe Platzhalter oder Veränderliche benutzt. Als „Variable“ dienten früher Wörter oder Symbole, heute verwendet man zur mathematischen Notation in der Regel Buchstaben als Zeichen. Wird anstelle der Variablen ein konkretes Objekt eingesetzt, so ist „darauf zu achten, dass überall dort, wo die Variable auftritt, auch das gleiche Objekt benutzt wird.“
Ein Formelzeichen steht in der Physik und den Ingenieurwissenschaften für eine nicht notwendig numerisch festgelegte oder für eine zumindest anfangs noch veränderliche physikalische Größe oder Zahl. Die Formelzeichen für Größen sind im Allgemeinen einzelne Buchstaben, bei Bedarf ergänzt durch Indices oder andere modifizierende Zeichen.
Die Variablen, die in einer Gleichung vorkommen, nannte man in den Schulbüchern der Mathematik bis in die 1960er Jahre auch Unbekannte oder Unbestimmte. Beim Zusammentreffen mehrerer Variabler unterscheidet man abhängige und unabhängige Variable, aber nur, wenn ein Zusammenhang zwischen den Variablen besteht. Alle unabhängigen Variablen gehören zu einer Definitionsmenge oder einem Definitionsbereich, die davon abhängigen zu einer Wertemenge oder einem Wertebereich.

## Entstehungsgeschichte
Das Konzept einer Variablen stammt aus dem mathematischen Teilgebiet der Algebra (siehe auch Elementare Algebra). Schon etwa 2000 Jahre v. Chr. benutzten Babylonier und Ägypter Wörter als Wortvariable. Um 250 n. Chr. ist bei Diophantos von Alexandria der Übergang von der Wortalgebra zur Symbolalgebra zu erkennen. Er benutzt bereits Zeichen für die Unbekannte und ihre Potenzen sowie für Rechenoperationen. Diophants Schreibweise wurde von den Indern durch eine leistungsfähigere Zahlenschreibweise und durch Verwendung der Null und negativer Zahlen weiterentwickelt, z. B. von Aryabhata im 5. Jahrhundert n. Chr., Brahmagupta im 7. Jahrhundert n. Chr. oder Bhaskara II. im 12. Jahrhundert n. Chr. Die Variable hieß „yāvat-tāvat“ („so viel wie“) und bezeichnete ein beliebiges Objekt. Bei Rechnungen mit mehreren Variablen benutzten sie einen Buchstaben in verschiedenen Farben. Über die Araber gelangte das Wissen der Griechen und Inder ins spätmittelalterliche Abendland. Allerdings war die arabische Algebra wieder eine Wortalgebra. Mit Al-Chwarizmi begann die eigentliche Entwicklung der Algebra zu einem selbständigen Gebiet der Mathematik. In dem im Jahr 1202 erschienenen Liber Abaci von Leonardo von Pisa werden Buchstaben als Zeichen für beliebige Zahlen benutzt und auch negative Lösungen zugelassen. Jordanus Nemorarius (13. Jahrhundert) löste Gleichungen mit allgemeinen Koeffizienten. In Deutschland schufen zu Beginn des 16. Jahrhunderts z. B. Christoph Rudolff und Michael Stifel die formalen Grundlagen der modernen Algebra. Allgemein gilt François Viète mit seinem im Jahr 1591 erschienenen Buch In artem analyticam isagoge als Wegbereiter und Begründer unserer modernen Symbolalgebra. Bei René Descartes finden wir unsere moderne Symbolschreibweise. Nur für das Gleichheitszeichen benutzt er noch ein anderes Symbol. Er führte die Begriffe Variable, Funktion und rechtwinkliges Koordinatensystem ein. Descartes benutzte Variablen nur in algebraischen Ausdrücken. Mit  Isaac Newton setzte sich die Vorstellung von „fließenden Größen“ (Fluenten) durch, die aber erst durch Leonhard Euler ausdrücklich formuliert wurde. Dieser Begriff einer Veränderlichen und die Vorstellung einer Veränderlichen ist grundlegend für die Infinitesimalrechnung, die im 17. Jahrhundert sowohl von Newton als auch von Gottfried Wilhelm Leibniz entwickelt wurde. Bis zum Ende des 19. Jahrhunderts bezog sich das Wort „Variable“ fast ausschließlich auf Argumente und Werte von Funktionen. In der zweiten Hälfte des 19. Jahrhunderts erwies sich die Gründung der Infinitesimalrechnung als nicht stabil genug, um mit den auftretenden Paradoxa fertig zu werden wie zum Beispiel der Vorstellung einer nirgends differenzierbaren, aber überall stetigen Funktion. Zur Lösung dieses Problems ersetzte Karl Weierstraß die intuitive Grenzwertvorstellung durch eine formale Definition. Als Folge dieser und anderer Präzisierungen intuitiver Begriffe auch angeregt durch David Hilbert entwickelte sich die moderne Vorstellung einer Variablen, die einfach nur ein Symbol für ein beliebiges Objekt jeglicher Art ist und nicht nur für ein mathematisches Objekt (Zahlen, Punkte, Geraden, Ebenen, Vektoren, Vektorräume etc.).

## Arten von Variablen
Nach der Art der Verwendung einer Variablen lassen sich unterscheiden:

### Unabhängige Variable
Man spricht gewöhnlich von einer unabhängigen Variablen, falls ihr Wert innerhalb eines Definitionsbereichs frei gewählt werden kann. Allgemein wird eine unabhängige Variable oft mit dem Buchstaben {\displaystyle x} bezeichnet. Je nach Kontext sind auch andere Buchstaben oder Symbole üblich. So wird der Durchmesser eines Kreises (oder für dessen Maßzahl zu einer Längen-Maßeinheit) gerne mit dem Buchstaben {\displaystyle d} bezeichnet. Für den Durchmesser kommt prinzipiell jeder positive reelle Wert in Betracht.

### Abhängige Variable
Häufig ist der Wert einer Variablen abhängig von den Werten anderer Variablen. Sie erhält im allgemeinen Fall oft das Zeichen {\displaystyle y}. Speziell für den Umfang eines Kreises wird gerne das Zeichen {\displaystyle U} verwendet. Dieses Objekt ist mit dem Durchmesser {\displaystyle d} über die Definition der Kreiszahl {\displaystyle \pi } durch die Beziehung
{\displaystyle U=\pi \cdot d}
verbunden. Sobald der Durchmesser (unabhängige Variable {\displaystyle d}) festgelegt ist, ist der Umfang ebenfalls eindeutig festgelegt (abhängige Variable {\displaystyle U}). Diese Betrachtungsweise ist willkürlich: Man kann genauso gut den Umfang {\displaystyle U} als unabhängige Variable vorgeben, muss dann aber den Kreisdurchmesser gemäß
{\displaystyle d={\frac {U}{\pi }}}
als abhängige Variable ansehen.
Die Abhängigkeit lässt sich in einem Liniendiagramm veranschaulichen. In einem rechtwinkligen Koordinatensystem wird die unabhängige Variable üblicherweise auf der waagerechten Koordinatenachse abgetragen und die abhängige Variable auf der senkrechten Koordinatenachse.

### Parameter
Ein Parameter oder auch eine Formvariable ist eine an sich unabhängige Variable, die aber zumindest in einer konkreten Situation oder Betrachtung als eine festgehaltene Größe aufgefasst wird.
Beispiel 1: Der Bremsweg {\displaystyle s} eines Fahrzeugs ist vor allem von dessen Geschwindigkeit {\displaystyle v} abhängig:
{\displaystyle s=f\cdot v^{2}}
Dabei ist {\displaystyle f} ein Parameter, dessen Wert bei genauerer Betrachtung von weiteren Parametern wie der Griffigkeit des Straßenbelags und der Profiltiefe der Reifen abhängig ist.
Beispiel 2: Die quadratische Gleichung
{\displaystyle x^{2}+px+q=0}
enthält die drei Variablen {\displaystyle p,\,q} und {\displaystyle x}. Die Variablen {\displaystyle p} und {\displaystyle q} sind hier Formvariablen, die als Platzhalter für konkrete reelle Zahlen stehen. Die Gleichung wird damit zur Bestimmungsgleichung für {\displaystyle x}, siehe unten.
Beispiel 3: Die Gleichung
{\displaystyle y=mx+b}
enthält 4 Variablen: {\displaystyle x} als unabhängige Variable, {\displaystyle m} und {\displaystyle b} als Parameter sowie {\displaystyle y} als von diesen 3 Variablen abhängige Variable. In einem {\displaystyle x,y}-Koordinatensystem erhält man für jedes Parameterpaar {\displaystyle (m,b)} genau eine Gerade, für festes {\displaystyle m} eine Schar paralleler Geraden mit der Steigung {\displaystyle m} und dem {\displaystyle y}-Achsenabschnitt {\displaystyle b}, der in diesem Fall Scharparameter ist.
Soll in einem Liniendiagramm der Einfluss eines Parameters veranschaulicht werden, so ist das durch eine Kurvenschar möglich, wobei jede Kurve zu einem anderen Parameterwert gehört.

### Konstanten
Häufig werden auch konkrete unveränderliche Zahlen, festliegende Größen oder auch durch Messabweichungen unsichere bzw. unrichtige Messwerte mit einem Formelzeichen versehen, das nun statt der numerischen Angabe verwendet werden kann. Das Formelzeichen steht für den in der Regel unbekannten wahren Wert. Beispiele sind die Kreiszahl {\displaystyle \pi =3{,}1415\dots } oder die Elementarladung {\displaystyle e=1{,}602\ldots \cdot 10^{-19}\,\mathrm {C} }.

### Weitere Variablenarten
- Laufvariable in Summen und Produkten, deren Summanden oder Faktoren mit einem Index versehen und fortlaufend durchnummeriert sind
- Statistische Variable in Statistik und Empirie
- Freie Variable und gebundene Variable in der mathematischen Logik

## Elementare Anwendungen in Beispielen

### Lineare Bestimmungsgleichungen
Häufig ist eine Gleichung nicht allgemeingültig, aber es gibt gewisse Werte aus dem Definitionsbereich, für die die Gleichung eine wahre Aussage liefert. Dann besteht eine Aufgabe darin, diese Werte zu bestimmen.
Beispiel 1: Bernhard ist heute doppelt so alt wie Anna; zusammen sind sie 24 Jahre alt. Wenn {\displaystyle a} das Alter von Anna beschreibt, so ist Bernhard {\displaystyle 2a} Jahre alt. Zusammen sind sie {\displaystyle 3a=24} Jahre alt. Diese Gleichung mit der Variablen {\displaystyle a} ermöglicht den Wert von {\displaystyle a} zu bestimmen, weil {\displaystyle a} ein Drittel von 24 sein muss. Also sind Anna 8 und Bernhard 16 Jahre alt.
Beispiel 2: Die Gleichung {\displaystyle x^{2}-5x+6=0} ist gültig für die beiden Lösungen {\displaystyle x_{1}=2} und {\displaystyle x_{2}=3}.

### Funktionale Abhängigkeiten
Mathematisch angebbare Zusammenhänge, beispielsweise physikalisch-technische Gesetzmäßigkeiten, werden in der Regel durch Gleichungen beschrieben, die einige Größen als Variable enthalten. Dabei ist die Anzahl der Variablen keineswegs auf zwei beschränkt.
Beispielsweise ist der elektrische Gleichstromwiderstand {\displaystyle R} eines metallischen Drahtes gegeben durch seine Querschnittsfläche {\displaystyle A}, seine Länge {\displaystyle l} und eine Materialkonstante {\displaystyle \varrho } zu
{\displaystyle R=\varrho \cdot {\frac {l}{A}}}.
Zu den drei unabhängigen Variablen {\displaystyle \varrho }, {\displaystyle l} und {\displaystyle A} gehört die davon abhängige Variable {\displaystyle R}.

### Terme mit Variablen als Beweisprinzip
Betrachtet man etwa für die natürlichen Zahlen (einschließlich der Null) die Folge ihrer Quadrate (0, 1, 4, 9, 16, …), so fällt auf, dass die jeweiligen Abstände zwischen zwei benachbarten Quadraten genau die Folge der ungeraden Zahlen (1, 3, 5, 7, …) ergibt. Für eine endliche Zahl von Folgengliedern lässt sich das einfach nachrechnen; auf diesem Weg erhält man jedoch keinen Beweis. Unter Zuhilfenahme von Variablen gelingt dieser aber sehr einfach. Ausgangspunkt ist die binomische Formel
{\displaystyle (a+b)^{2}=a^{2}+2ab+b^{2}}.
Beweis: Das Quadrat der natürlichen Zahl {\displaystyle n} ist {\displaystyle n^{2}}, das nächste {\displaystyle (n+1)^{2}}. Die Differenz zweier benachbarter Quadrate ist also
{\displaystyle (n+1)^{2}-n^{2}=(n^{2}+2n+1)-n^{2}=2n+1}.
Zur Folge {\displaystyle n} der natürlichen Zahlen beschreibt dieses Ergebnis {\displaystyle 2n+1} die Folge der ungeraden Zahlen.

## Abgrenzung
Eine Zufallsvariable oder stochastische Variable ist keine Variable, sondern eine Funktion, deren Funktionswerte von den Zufallsergebnissen des zugehörigen Zufallsversuchs abhängen.